# 사타케 요시즈미 (1802년)
사타케 요시즈미(일본어: 佐竹義純, 1802년 ~ 1856년 12월 23일)는 일본 에도 시대의 다이묘로, 아키타 신덴 번의 6대 번주이다. 3대 번주 사타케 요시타다의 맏아들 사타케 요시유키의 맏아들로 태어났다. 어릴적 이름은 마사노스케(政之助)이며, 관위는 종5위하, 이키노카미이다.
아키타 신덴 번 사타케 가문의 일족으로, 후사가 없던 5대 번주 사타케 요시치카의 양자가 되었다. 분세이 4년(1821년) 9월 16일, 양부 요시치카가 사망하자 그 뒤를 이어 가문을 계승했다. 같은 해 9월 23일, 쇼군 도쿠가와 이에나리를 알현하였고, 12월 16일에는 종5위하, 이키노카미에 서임되었다. 본가의 젊은 당주 사타케 요시히로를 잘 보좌하였다고 전한다. 가에이 2년(1849년) 10월 26일에 양자인 사타케 요시자네에게 번주직을 물려주고 은거하였다. 안세이 3년(1856년)에 55세의 나이로 사망하였다.
| 전임 사타케 요시치카 | 제6대 아키타 신덴 번 번주 1821년 ~ 1849년 | 후임 사타케 요시자네 |